# Ceratophyllum echinatum
Ceratophyllum echinatum är en särvväxtart som beskrevs av Asa Gray. Ceratophyllum echinatum ingår i släktet särvar, och familjen särvväxter. Inga underarter finns listade i Catalogue of Life.
Arten förekommer i Nordamerika men den saknas i de höga bergstrakterna (som Klippiga bergen) samt i den torra prärien. Ceratophyllum echinatum växer i vattendrag och i andra vattenansamlingar som pölar och insjöar.
Växten har vid varje förgrening (nod) tre eller fler blad som är 15 till 20 mm långa. Det utvecklas blad under vattenytan och blad som simmar på vattenytan. Bladen är långsmala och de förgrenar sig 3 eller 4 gångar.